# Olla segorbina
La olla segorbina es un guiso (olla) típico de la provincia de Castellón. La denominación de esta olla proviene del municipio Segorbe de la Comunidad Valenciana (España), capital de la comarca del Alto Palancia, situada en el sur de la provincia de Castellón. Se elabora con diversas variedades de productos cárnicos procedentes del cerdo como son el morro, la oreja y huesos. Se incluyen embutidos como abundantes morcillas de cebolla. La legumbre empleada es alubias blanca (Phaseolus vulgaris) que se ponen a remojo el día antes de la cocción. De este plato existen dos versiones de cardo o de grumo (repollo). El caldo de esta olla suele poseer un color amarillo característico debido al uso de azafrán. 